# Klosterneuburg
 (décembre 2023).
Si vous disposez d'ouvrages ou d'articles de référence ou si vous connaissez des sites web de qualité traitant du thème abordé ici, merci de compléter l'article en donnant les références utiles à sa vérifiabilité et en les liant à la section « Notes et références ».
Klosterneuburg, ou en français parfois Closterneubourg, est une ville autrichienne, dans le district de Tulln en Basse-Autriche. Située sur le Danube immédiatement au nord de Vienne, elle est séparée de sa ville-sœur Korneuburg depuis le Moyen Âge, quand le fleuve a changé son lit.
La ville s'est développée autour de l'abbaye de Klosterneuburg fondé par le margrave Léopold III de Babenberg et son épouse Agnès de Franconie en 1114. Les margraves d'Autriche y eurent leur résidence jusqu'en 1145. De 1954 à 2016, la ville était le centre administratif de l'ancien district de Wien-Umgebung. En 2018, elle compte plus de 27 000 habitants.

## Géographie
Klosterneuburg est située sur la rive droite du Danube qui se jette dans le bassin de Vienne au sud-est, juste au nord de la capitale autrichienne, dont elle est séparée par la chaîne montagneuse du Wienerwald avec le sommet du Leopoldsberg. Depuis le Moyen Âge tardif, elle est séparée de la ville de Korneuburg par le fleuve. 
Le territoire communal a une morphologie très variée: au sud sont les montagnes du Wienerwald, dont le point culminant est faite par le sommet de l'Exelberg à 515 m d'altitude, à l'est se trouve le point le plus bas de Schüttau avec 161 m. 
Une partie est placée sous protection comme un parc naturel de chênaies qui s'étend jusqu'à la commune voisine de St. Andrä-Wördern au nord-ouest. Au nord-est, le lit du Danube appartient dans son intégralité à la municipalité, comme la limite s'étend sur la rive gauche du fleuve. La pointe nord de l'île du Danube avec l'ouvrage d'arrivée est également située à l'intérieur des limites municipales.

## Subdivisions
La municipalité comprend les communautés cadastrales suivantes :
| - Gugging - Höflein an der Donau - Kierling - Klosterneuburg | - Kritzendorf - Weidling - Weidlingbach |

## Histoire
Les rives du Danube sur lesquelles se trouve Klosterneuburg étaient déjà peuplées dès l'âge du Néolithique. À l'époque romaine, un camp des troupes auxiliaires qui faisait partie du limes se trouvait sur la rive droite au nord-ouest de Vindobona, juste à la frontière de la province de la Pannonie avec le Norique. Ce fort s'appelait sans doute Arrianis, situé proche de l'ancienne poste de Citium (à Tulln) que l'indique la table de Peutinger. 
Un manoir nommé Omundesdorf y existait probablement déjà à l'époque du premier duché de Bavière, après que Charlemagne a commencé ses expéditions contre les Avars qui aboutissent à la soumission du khanat en 805. Charlemagne conserve la région située le long du Danube et en fait sous le nom d'Avarie une marche de l'Empire carolingien. Néanmoins, pendant le déclin de la dynastie carolingienne, les Magyars envahissent le bassin du Danube ; ils en 907 mettent les Bavarois en déroute dans la bataille de Presbourg et la marche était définitivement perdue.
Les territoires bavarois à l'est du confluent du Danube et de l'Enns ont été réorganisés après la victoire du roi Otton le Grand sur les Magyars à la bataille du Lechfeld en 955. En 976, l'empereur Otton II plaça le nouveau margraviat d'Autriche sous l'administration du comte Léopold de Babenberg. La colonisation de la région de Klosterneuburg remonte au XIe siècle.

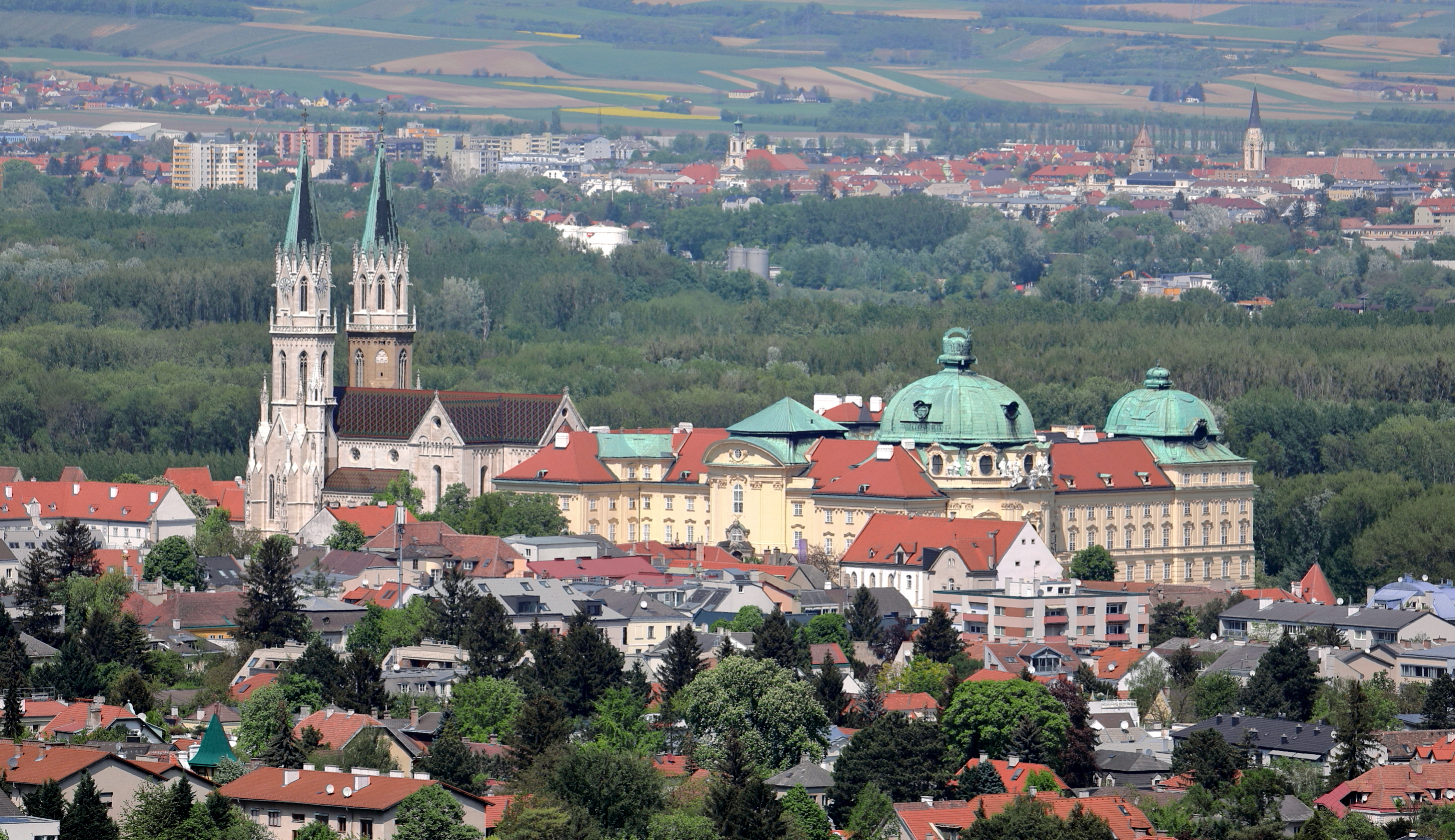
L'abbaye de Klosterneuburg.

Le lieu de Nivvenburc (« Nouveau Château ») est mentionné pour la première fois dans un acte de 1108. Cinq ans après, le margrave Léopold III d'Autriche y fit construire sa résidence. En 1106, il avait épousé Agnès de Franconie, la sœur de l'empereur Henri V et veuve du duc Frédéric Ier de Souabe ; ce mariage a permis au margrave de consolider sa position et atteindre le rang d'un prince du Saint-Empire. En 1114, il posa la première pierre de l'abbaye de Klosterneuburg, à l'origine un couvent des chanoines séculiers qui fut transformé en cloître des chanoines réguliers de saint Augustin en 1133. 
Les deux quartiers du monastère (en allemand : Kloster) sur la rive droite et du marché (Korneubourg) sur la rive gauche, affectés par les inondations périodiques du Danube, s'éloignent au fil du XIIe siècle. En 1298, le duc Albert Ier de Habsbourg a définitivement séparé Klosterneuburg en conférant le privilège urbain aux citoyens. 
La ville particulièrement exposée présentait une surface vulnérable aux envahisseurs ; elle était dévastée durant les deux sièges ottomans de Vienne en 1529 et en 1683. Au début du XVIIIe siècle, l'empereur Charles VI a commencé d'agrandir l'abbaye sur le modèle de l'Escurial ; les travaux se sont cependant enlisés après sa mort en 1740. Pendant la guerre de la Troisième Coalition et la campagne d'Allemagne de 1805, le 20 décembre, Napoléon Ier se trouve à Klosterneuburg.
Située dans une région traditionnelle de viticulture, la ville abrite l’Institut viticole de Klosterneuburg (Höhere Bundeslehranstalt und Bundesamt für Wein- und Obstbau) fondé en 1860, l'un des plus anciens instituts d'agronomie au monde. Après l’Anschluss en 1938, la ville a constitué le 26e arrondissement de Vienne ; seulement en 1954, elle a récupéré son autonomie.

## Sport
La ville est représentée par les Sitting Bulls, une équipe d'handibasket dix fois championne d'Autriche et classée 7e de l'EuroCup 4 (4e division de la Coupe d'Europe) en 2014.

## Transport
Klosterneuburg est à 14 minutes de Vienne par la route fédérale. Entre Klosterneuburg et la capitale, il passe régulièrement des trains de banlieue de l'ÖBB et des bus. Le train (ligne 40 S) circule dans des intervalles de 30 minutes (gare de Klosterneuburg-Kierling). À vélo, on peut rapidement arriver sur la piste cyclable du Danube (Nord et rive-sud). Korneuburg (Tuttendorfl) avec un "Rollfahre Auch" de la rive nord du Danube (autoroute du Danube) après Klosterneuburg Uberzusetzen.

## Politique

### Élections municipales de 2020
| Partis             | Partis                                                 | Voix   | %     | +/-  | Conseillers | +/-           |
| ------------------ | ------------------------------------------------------ | ------ | ----- | ---- | ----------- | ------------- |
|                    | Parti populaire autrichien (ÖVP)                       | 5 944  | 42,69 | 4,83 | 18          | 2             |
|                    | Les Verts - L'Alternative verte (Grünen)               | 2 935  | 21,08 | 7,30 | 9           | 3             |
|                    | Parti social-démocrate d'Autriche (SPÖ)                | 1 439  | 10,33 | 2,64 | 4           | 1             |
|                    | Plateforme notre Klosterneuburg                        | 1 423  | 10,22 | 2,38 | 4           | 1             |
|                    | NEOS - La nouvelle Autriche et le Forum libéral (NEOS) | 1 022  | 7,34  | 2,14 | 3           | 1             |
|                    | Parti de la liberté d'Autriche (FPÖ)                   | 838    | 6,02  | 3,19 | 2           | 2             |
|                    | Liste Peter Hofbauer                                   | 323    | 2,32  | 0,82 | 1           | en stagnation |
|                    |                                                        |        |       |      |             |               |
| Suffrages exprimés | Suffrages exprimés                                     | 13 924 |       |      |             |               |

## Lieux et monuments
- L'abbaye de Klosterneuburg ;

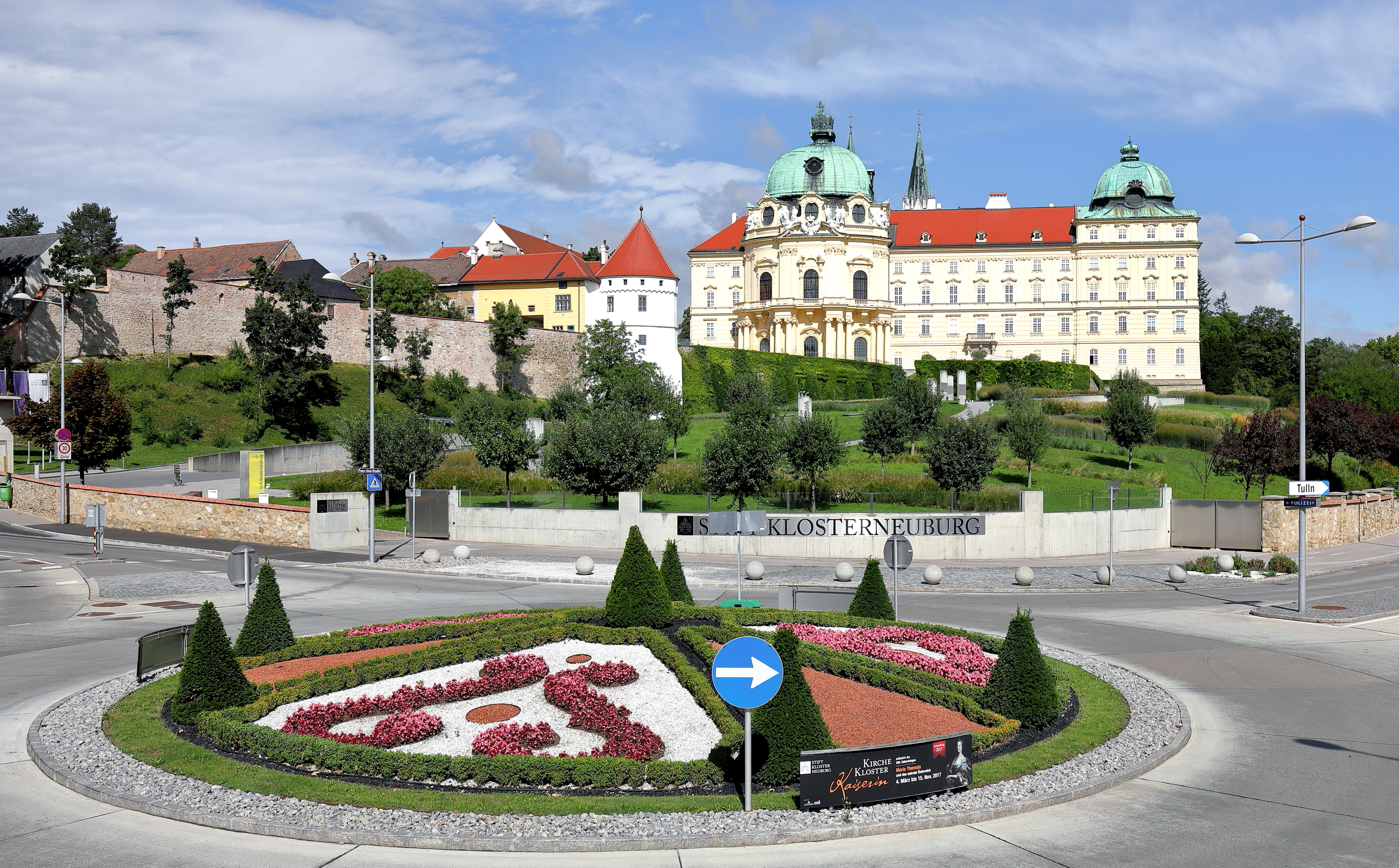
Vue sur l'aile impériale de l'abbaye et les fortifications de la ville.

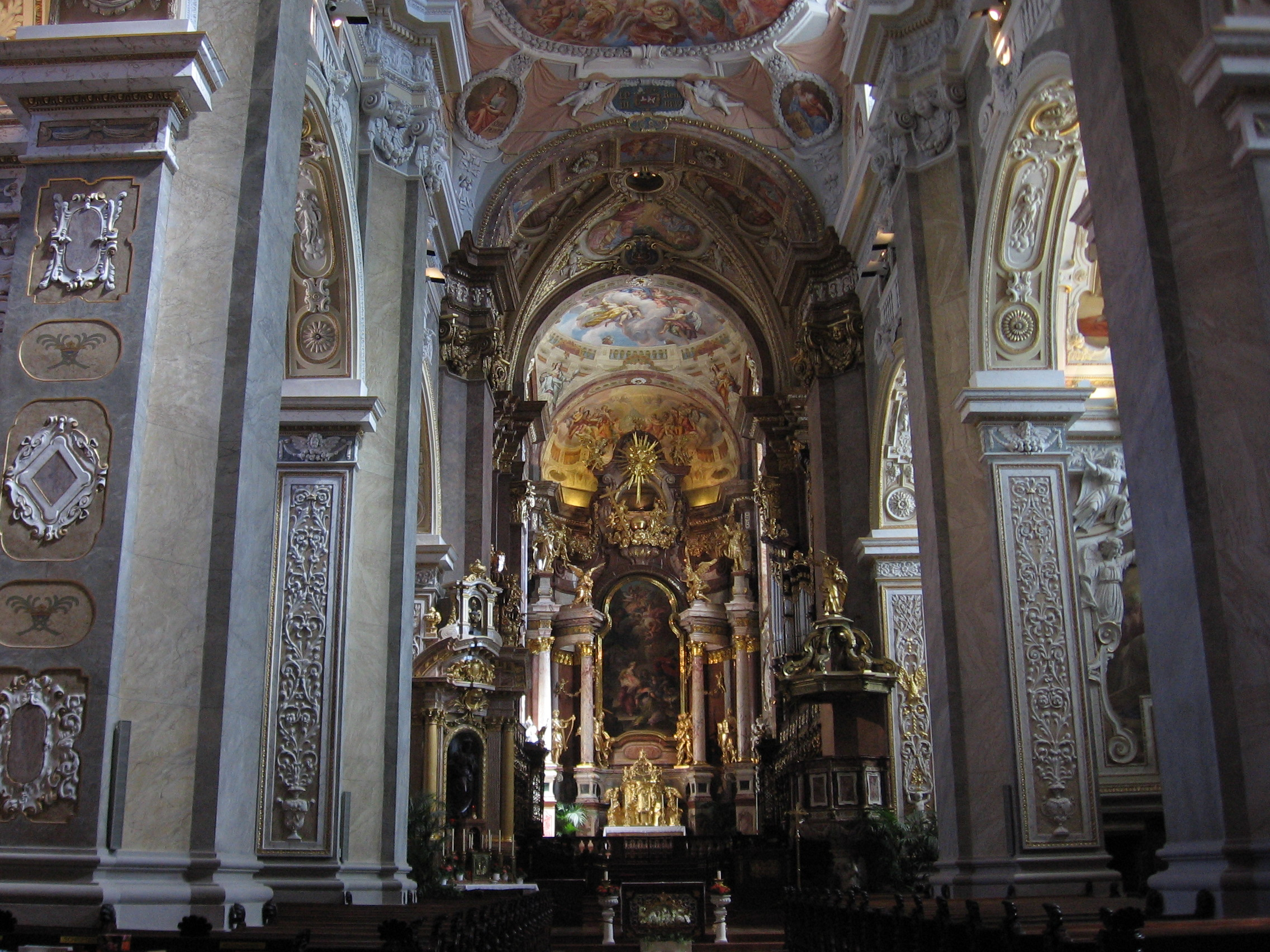
Intérieur de l'église abbatiale.

- Le musée Essl, collection d'art contemporain ;
- La Haus der Künstler et le Museum der Künstler von Gugging, musée d'art brut ;
- Le musée de la Moravie-Silésie, musée d'histoire locale.

## Jumelage
- Göppingen (Allemagne) depuis 1971.

## Personnalités liées à la commune
- Otton de Freising (v.1112-1158), évêque et chroniqueur ;
- Johann Georg Albrechtsberger (1736-1809), musicien et un compositeur ;
- Nikolaus Lenau (1802-1850), écrivain, enterré au cimetière de Weidling ;
- Franz Rumpler (1848-1922), peintre, est décédé à Klosterneuburg
- Walter Breisky (1871-1944), homme d'État, meurt à Klosterneuburg ;
- Max Kahrer (1878-1937), peintre, mort à Klosterneuburg ;
- Hans Ledwinka (1878-1967), créateur d'automobiles ;
- Franz Kafka (1883-1924), écrivain, meurt dans le sanatorium de Kierling ;
- Pius Parsch (1884-1954), prêtre, chanoine régulier de l'abbaye de Klosterneuburg ;
- Karl Rahm (1907-1947), militaire qui fut commandant SS du camp de concentration de Theresienstadt ;
- O.W. Fischer (1915-2004), acteur et réalisateur ;
- Ernst Herbeck (1920-1991), poète, meurt à l'hôpital psychiatrique de Maria Gugging ;
- Helmut Senekowitsch (1933-2007), footballeur, entraîneur et sélectionneur de l'équipe Autriche de 1976 à 1978 ;
- August Walla (1936-2001), créateur d'art brut ;
- Siegfried Selberherr (né en 1955), scientifique ;
- Herbert Prohaska (né en 1955), footballeur, habite à Kierling ;
- Karlheinz Essl junior (né en 1960), compositeur ;
- Stefan Ruzowitzky (né en 1961), réalisateur et scénariste de cinéma ;
- Michael Konsel (né en 1962), footballeur ;
- Johanna Mikl-Leitner (née en 1964), femme politique, habite à Klosterneuburg.